# Долбая, Григорий Андреевич
Григорий Андреевич Долбая (1898 — июнь 1966) — заведующий районным отделом сельского хозяйства Гагрского района Абхазской АССР, Грузинская ССР. Герой Социалистического Труда (21.02.1948).

## Биография
Родился в 1898 году в селе Акваска Сухумского округа Кутаисской губернии (ныне — Очамчырский район, Республика Абхазия) в семье крестьянина. Абхаз.
После окончания в 1928 году сельскохозяйственного факультета Тифлисского политехнического института работал агрономом Гагрского районного отдела по землепользованию, с 1937 года — заведующим районным отделом сельского хозяйства Гагрского района Абхазской АССР.
По итогам работы в 1947 году завотделом Григорий Андреевич Долбая обеспечил своей работой перевыполнение в целом по району планового сбора урожая кукурузы на 23,4 процента.
Указом Президиума Верховного Совета СССР от 21 февраля 1948 года за получение высоких урожаев кукурузы и пшеницы в 1947 году Долбая Григорию Андреевичу присвоено звание Героя Социалистического Труда с вручением ордена Ленина и золотой медали «Серп и Молот».
Этим же указом высокого звания Героя Социалистического Труда были удостоены секретарь Гагрского райкома партии Шота Гетия и семь тружеников района, в том числе председатель колхоза имени Сталина Самуил Рухая.
В дальнейшем разновременно занимал ряд ответственных должностей в Наркомате земледелия Абхазской АССР, с 1949 года работал директором Сухумской опытной станции эфиромасличных культур, которая занималась интродукцией, селекцией эфиромасличных культур, разработкой приёмов возделывания, повышающих продуктивность эфиромасличных культур и технологий получения натуральных эфирных масел.
С 1954 года — главный агроном Гульрипшской машинно-тракторной станции (МТС) до выхода на пенсию в 1958 году.
Неоднократный участник Выставки достижений народного хозяйства (ВДНХ).
Будучи на пенсии, он являлся внештатным инструктором Абхазского обкома Компартии Грузии.
Проживал в городе Сухуми (ныне — Сухум). Скончался в июне 1966 года. Похоронен в Сухуми.

## Награды
- Золотая медаль «Серп и Молот» (21.02.1948)[4]
- орден Ленина (21.02.1948)[5]
- Медаль «За трудовую доблесть» (4.02.1946)
- Медаль «В ознаменование 100-летия со дня рождения Владимира Ильича Ленина»
- Медаль «За доблестный труд в Великой Отечественной войне 1941—1945 гг.»
- Медаль «Ветеран труда»
- медали Выставки достижений народного хозяйства (ВДНХ)
- и другими